# 31963 Tanjamichalik
31963 Tanjamichalik este o planetă minoră (asteroid) din centura de asteroizi. A fost descoperită pe 6 aprilie 2000 la Stația Anderson Mesa de Lowell Observatory Near-Earth-Object Search. 
Obiectul prezintă o orbită caracterizată de o semiaxă mare de 2,3974583 UAi, o excentricitate de 0,1, o înclinație de 5,66763 ° în raport cu ecliptica.